# Farouk Chaibi
Farouk Chaibi (arabe : فاروق الشايبي), né le 6 février 1987 dans la presqu'île de Zarzis, est un footballeur tunisien évoluant au poste d'attaquant.

## Biographie
Ce joueur est formé au centre de l'Espérance sportive de Zarzis (ESZ) comme d'autres sportifs, tels Abderrahmane Baâboura. Il passe à Jendouba Sports puis à l'Union sportive de Ben Guerdane en janvier 2009.
Au début de la saison 2009-2010, il s'engage avec l'Al Tersana Tripoli avant de revenir à l'ESZ en juillet 2010.
En juillet 2011, il signe un contrat d'un an avec El Gawafel sportives de Gafsa. Le joueur met fin à sa carrière en 2013 à l'âge de 26 ans.

## Clubs
- juillet 2005-juillet 2008 : Espérance sportive de Zarzis (Tunisie)
- juillet 2008-janvier 2009 : Jendouba Sports (Tunisie)
- janvier-juillet 2009 : Union sportive de Ben Guerdane (Tunisie)
- juillet 2009-juillet 2010 : Al Tersana Tripoli (Libye)
- juillet 2010-juillet 2011 : Espérance sportive de Zarzis (Tunisie)
- juillet 2011-janvier 2012 : El Gawafel sportives de Gafsa (Tunisie)

## Palmarès
- Coupe de Tunisie (1) : 2005 (Espérance sportive de Zarzis)